# ارلنباخ بای کاندل
ارلنباخ بای کاندل (به آلمانی: Erlenbach bei Kandel) یک شهر در آلمان است که در Germersheim واقع شده‌است. ارلنباخ بای کاندل ۷۳۰ نفر جمعیت دارد.